# Leontion (Philosophin)

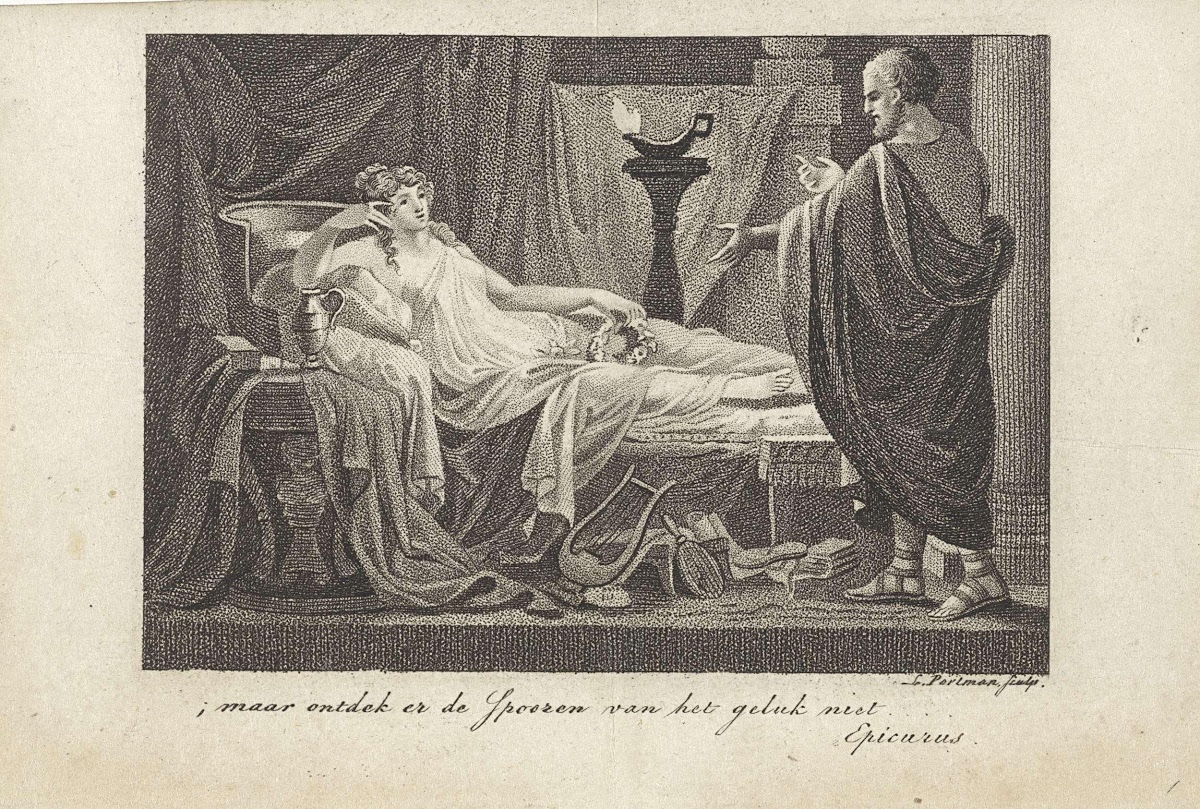
Kupferstich von Epikur und Leontion von Ludwig Gottlieb Portman (1803).

Leontion (altgriechisch Λεόντιον) war eine im späten 4. und/oder frühen 3. Jahrhundert v. Chr. lebende, durch Schönheit, Geist und hohe Bildung ausgezeichnete athenische Hetäre.
Leontion war eine Anhängerin, vielleicht auch Geliebte des griechischen Philosophen Epikur. Sie traute sich, die Philosophie Epikurs in einer (verlorenen), in gutem Attisch verfassten Schrift gegen Theophrast zu verteidigen, und wurde daher literarisch beispielsweise von Cicero und Plinius dem Älteren attackiert. Diogenes Laertios erwähnt, dass Epikur Briefe an sie richtete, und liefert auch ein knappes Bruchstück.
Ein Freund Epikurs, Metrodoros, pflegte mit Leontion ein Verhältnis und hatte mit ihr einen Sohn. Eine Tochter Leontions namens Danaë war eine Vertraute der seleukidischen Königin Laodike; diese ließ aber später Danaë wegen eines Zerwürfnisses ermorden.
Dass Cicero Leontions Stil Lob zollte und dass sie auch sonst nicht völlig der Vergessenheit anheimfiel, lässt auf eine hochintelligente Frau schließen. Allerdings ist die Überlieferungslage über sie derart schlecht, dass ihr Leben und Wirken nur sehr vage erfasst werden können.